# Oscaruddelingen 2021
Oscaruddelingen 2021 præsenteret af Academy of Motion Picture Arts and Sciences, hyldede film fra 2020 og tidligt 2021.

## Vindere og nominerede
De nominerede til Oscaruddelingen 2021 blev offentliggjort den 15. marts 2021 i en global livestream på den officielle hjemmeside med Priyanka Chopra Jonas og Nick Jonas som værter.
Som 83-årig blev Anthony Hopkins den ældste modtager af en Oscar for bedste mandlige hovedrolle.

### Priser
Vinderne er skrevet i Fed.
| Bedste film - Nomadland - The Father - Judas and the Black Messiah - Mank - Minari - Promising Young Woman - Sound of Metal - The Trial of the Chicago 7 | Bedste instruktør - Chloé Zhao – Nomadland - Thomas Vinterberg – Druk - David Fincher – Mank - Lee Isaac Chung – Minari - Emerald Fennell – Promising Young Woman |
| Bedste mandlige hovedrolle - Anthony Hopkins – The Father - Chadwick Boseman – Ma Rainey's Black Bottom - Riz Ahmed – Sound of Metal - Gary Oldman – Mank - Steven Yeun – Minari | Bedste kvindelige hovedrolle - Frances McDormand – Nomadland - Viola Davis – Ma Rainey's Black Bottom - Andra Day – The United States vs. Billie Holiday - Vanessa Kirby – Pieces of a Woman - Carey Mulligan – Promising Young Woman |
| Bedste mandlige birolle - Daniel Kaluuya – Judas and the Black Messiah - Sacha Baron Cohen – The Trial of the Chicago 7 - Leslie Odom Jr. – One Night in Miami... - Paul Raci – Sound of Metal - Lakeith Stanfield – Judas and the Black Messiah | Bedste kvindelige birolle - Youn Yuh-jung – Minari - Maria Bakalova – Borat Subsequent Moviefilm - Glenn Close – Hillbilly Elegy - Olivia Colman – The Father - Amanda Seyfried – Mank |
| Bedste originale manuskript - Promising Young Woman – Emerald Fennell - Judas and the Black Messiah – Manuskript af Will Berson og Shaka King; historie af Berson, King, Keith Lucas og Kenny Lucas - Minari – Lee Isaac Chung - Sound of Metal – Manuskript af Abraham Marder og Darius Marder; historie af Derek Cianfrance og D. Marder - The Trial of the Chicago 7 – Aaron Sorkin                                             | Bedste filmatisering - The Father – Christopher Hampton og Florian Zeller, baseret på Le Père af Zeller - Borat Subsequent Moviefilm – Manuskript af Sacha Baron Cohen, Peter Baynham, Jena Friedman, Anthony Hines, Lee Kern, Dan Mazer, Erica Rivinoja og Dan Swimer; Historie af Baron Cohen, Hines, Nina Pedrad og Swimer; Baseret på Borat Sagdiyev af Baron Cohen - Nomadland – Chloé Zhao, baseret på bogen af Jessica Bruder - One Night in Miami... – Kemp Powers, baseeret på hans skuespil - The White Tiger – Ramin Bahrani, baseret på roman af Aravind Adiga |
| Bedste animationsfilm - Sjæl – Pete Docter og Dana Murray - Fremad – Dan Scanlon og Kori Rae - Til månen og tilbage – Peilin Chou, Glen Keane, og Gennie Rin - F for får filmen - Fårmageddon – Will Becher, Paul Kewley, og Richard Phelan - WolfWalkers – Tomm Moore, Stéphan Roelants, Ross Stewart og Paul Young | Bedste fremmedsprogede film - Druk (Danmark) på dansk – instrueret af Thomas Vinterberg - Shaonian de ni (Hong Kong) in Mandarin – instrueret af Derek Tsang - Colectiv (Rumænien) på rumænsk – instrueret af Alexander Nanau - The Man Who Sold His Skin (Tunesien) på arabisk – instrueret af Kaouther Ben Hania - Quo Vadis, Aida? (Bosnia og Herzegovina) på bosnisk – instrueret af Jasmila Žbanić |
| Bedste dokumentar - Hvad jeg lærte af en blæksprutte – Pippa Ehrlich, Craig Foster og James Reed - Colectiv – Alexander Nana and Bianca Oana - Crip Camp: Starten på en revolution – Sara Bolder, Jim LeBrecht og Nicole Newnham - El Agente Topo – Maite Alberdi og Marcela Santibáñez - Time – Garrett Bradley, Lauren Domino og Kellen Quinn                                                                                    | Bedste korte dokumentar - Colette – Alice Doyard og Anthony Giacchino - A Concerto Is a Conversation – Kris Bowers og Ben Proudfoot - Do Not Split – Charlotte Cook og Anders Hammer - Hunger Ward – Skye Fitzgerald og Michael Shueuerman - A Love Song for Latasha – Sophia Nahali Allison og Janice Duncan |
| Bedste kortfilm - Two Distant Strangers – Travon Free og Martin Desmond Roe - Feeling Through – Doug Roland og Susan Ruzenski - The Letter Room – Elvira Lind og Sofia Sondervan - The Present – Ossama Bawardi og Farah Nabulsi - White Eye – Shira Hochman og Tomer Shushan | Bedste korte animationsfilm - If Anything Happens I Love You – Michael Govier og Will McCormack - Burrow – Michael Capbarat og Madeline Sharafian - Genius Loci – Adrien Mérigeau og Amaury Ovise - Opera – Erick Oh - Já-Fólkið – Arnar Gunnarsson og Gísli Darri Halldórsson |
| Bedste musik - Sjæl – Trent Reznor, Atticus Ross and Jon Batiste - Da 5 Bloods – Terence Blanchard - Mank – Trent Reznor og Atticus Ross - Minari – Emile Mosseri - News of the World – James Newton Howard | Bedste sang - "Fight for You" fra Judas and the Black Messiah – Musik af D'Mile og H.E.R.; tekst af H.E.R. og Tiara Thomas - "Hear My Voice" fraThe Trial of the Chicago 7 – Musik af Daniel Pemberton; tekst af Celeste og Pemberton - "Husavik" fraEurovision Song Contest: The Story of Fire Saga – musik og tekst af Rickard Göransson, Fat Max Gsus og Savan Kotecha - "Io sì (Seen)" fra La vita davanti a sé – Musik af Diane Warren; tekst af Laura Pausini og Warren - "Speak Now" fra One Night in Miami... – Musik og tekst af Sam Ashworth og Leslie Odom Jr.  |
| Bedste lyd - Sound of Metal – Jaime Baksht, Nicolas Becker, Philip Bladh, Carlos Cortés og Michelle Couttolenc - Greyhound – Beau Borders, Michael Minkler, Warren Shaw and David Wyman - Mank – Ren Klyce, Drew Kunin, Jeremy Molod, Nathan Nance og David Parker - News of the World – William Miller, John PritchettJohn Pritchett, Mike Prestwood Smith og Oliver Tarney - Sjæl – Coya Elliot, Ren Klyce og David Parker       | Bedste scenografi - Mank – Donald Graham Burt og Jan Pascale - The Father – Peter Francis og Cathy Featherstone - Ma Rainey's Black Bottom – Mark Ricker, Karen O'Hara og Diana Stoughton - News of the World – David Crank og Elizabeth Keenan - Tenet – Nathan Crowley og Kathy Lucas |
| Bedste fotografering - Mank – Erik Messerschmidt - Judas and the Black Messiah – Sean Bobbitt - News of the World – Dariusz Wolski - Nomadland – Joshua James Richards - The Trial of the Chicago 7 – Phedon Papamichael | Skabelon:Award category - Ma Rainey's Black Bottom – Sergio Lopez-Rivera, Mia Neal og Jamika Wilson - Emma. – Laura Allen, Marese Langan og Claudia Stolze - Hillbilly Elegy – Patricia Dehaney, Eryn Krueger Mekash og Matthew W. Mungle - Mank – Colleen LaBaff, Kimberley Spiteri and Gigi Williams - Pinocchio – Dalia Colli, Mark Coulier og Francesco Pegoretti |
| Bedste kostumer - Ma Rainey's Black Bottom – Ann Roth - Emma. – Alexandra Byrne - Mank – Trish Summerville - Mulan – Bina Daigeler - Pinocchio – Massimo Cantini Parrini | Bedste klipning - Sound of Metal – Mikkel E.G. Nielsen - The Father – Yorgos Lamprinos - Nomadland – Chloé Zhao - Promising Young Woman – Frédéric Thoraval - The Trial of the Chicago 7 – Alan Baumgarten |
| Bedste visuelle effekter - Tenet – Scott R. Fisher, Andrew Jackson, David Lee and Andrew Lockley - Love and Monsters – Genevieve Camailleri, Brian Cox, Matt Everitt og Matt Sloan - The Midnight Sky – Matthew Kasmir, Chris Lawrence, Max Solomon og David Watkins - Mulan – Sean Andrew Faden, Steve Ingram, Anders Langlands og Seth Maury - Fantastiske Ivan – Nick Davis, Greg Fisher, Ben Jones og Santiago Colomo Martinez | |